# Spartaco Cesaretti
Spartaco Cesaretti (ur. 19 stycznia 1921 w Borgo Maggiore, zm. 28 lutego 1984 w Modenie) – sanmaryński strzelec, uczestnik igrzysk w 1960, na których wystartował w zawodach strzelania z pistoletu z 50 m. Zajął w nich 65. miejsce w kwalifikacjach, co nie pozwoliło mu awansować do finału. Był najstarszym reprezentantem San Marino na tych igrzyskach.